# Manfred Böhmer

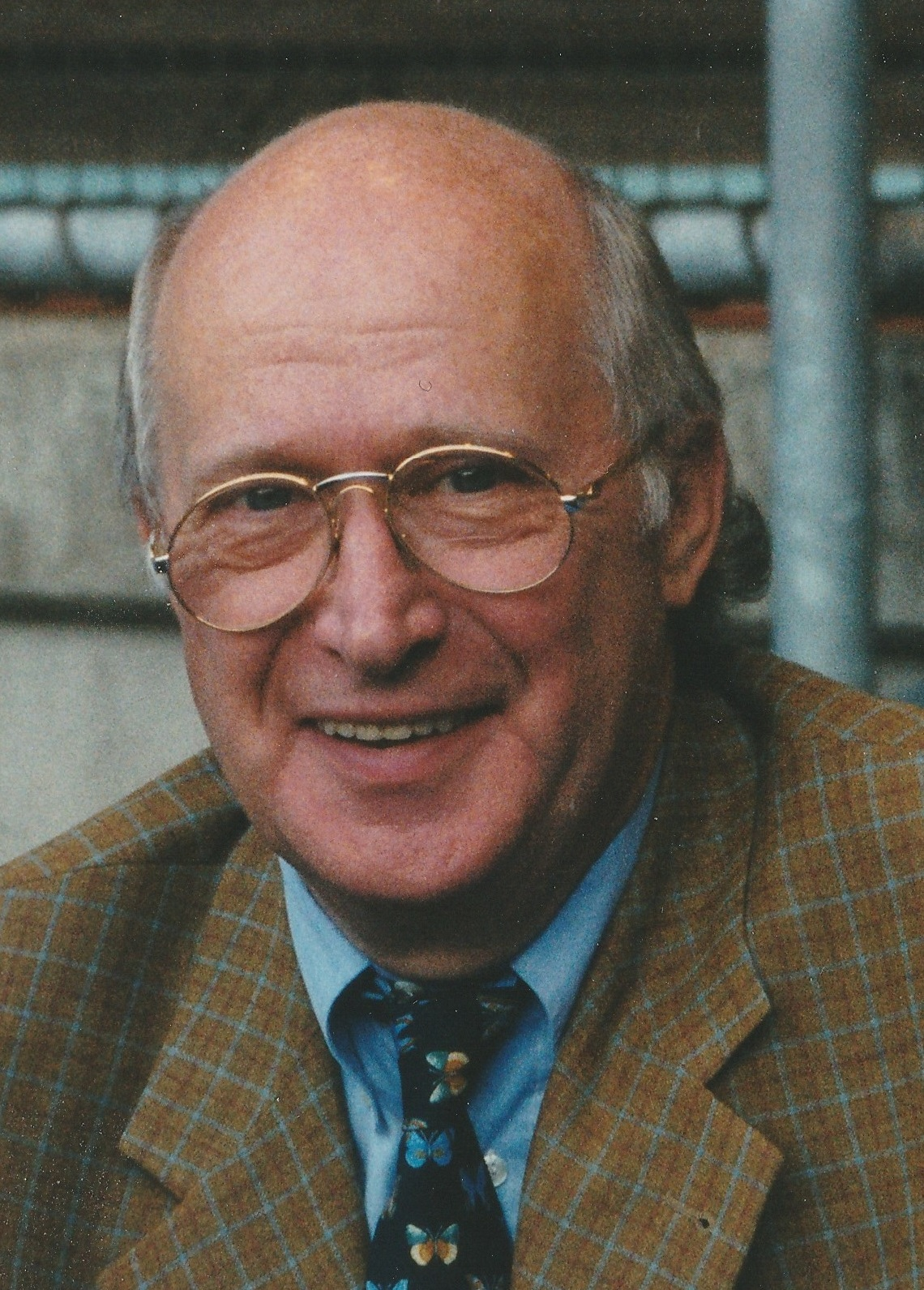
Manfred Böhmer (1999)

Manfred Böhmer (* 21. September 1936 in Solingen; † 5. Juni 2016) war ein deutscher Sportfunktionär und Unternehmer. Von 1997 bis 2001 war er Präsident des Bundes Deutscher Radfahrer (BDR).

## Karriere als Geschäftsmann
Manfred Böhmer war gelernter Industriekaufmann. Zunächst arbeitete er in Remscheid, bis er nach Paris ging, wo er von 1961 bis 1965 als Exportleiter bei Cycles Peugeot tätig war. Er nutzte seine guten Kontakte, um eine Zusammenarbeit mit dem BDR in die Wege zu leiten: Angefangen bei der Ausrüstung der Nationalmannschaft und der Nachwuchsförderung bis hin zur Ausstattung von Profis, darunter Rolf Wolfshohl und Gregor Braun.  Anschließend leitete er 13 Jahre lang eine Zweirad-Vertriebsgesellschaft und Peugeot-Niederlassung in Radevormwald. Von 1979 an gehörte Böhmer eine Generalvertretung weltbekannter französischer und italienischer Zweiradteile-Hersteller in Köln, zudem war er von 1990 bis 1994 Teilhaber und Direktor des Unternehmens Soubitez im französischen Clamecy, damals Europas größter Hersteller von Fahrradbeleuchtungen. Nach dem Verkauf von Soubitez an das dänische Marwi-Konsortium übernahm Böhmer Vertretungen für ausländische Firmen und importierte Zweiradteile und Sportartikel.

## Karriere als Sportfunktionär
Am 22. März 1997 wurde Böhmer zum Präsidenten des Bundes Deutscher Radfahrer (BDR) gewählt, nachdem er unter Werner Göhner zwölf Jahre lang Vize-Präsident gewesen war. In die vier Jahre seiner Amtszeit fiel die Wiederbelebung der Deutschland Tour, die Rückkehr des Weltcup-Status für ein deutsches Straßenrennen sowie die Ausrichtung zweier Weltmeisterschaften. 2000 wurde er vom Radsport-Weltverband UCI für die Olympischen Spiele in Sydney in die Jury d’Appel, die höchste Instanz im Wettkampfbereich, berufen.
Zuletzt lebte Manfred Böhmer in Wermelskirchen im Bergischen Land.

## Ehrungen
Ebenfalls im Jahre 2000 wurde Manfred Böhmer von der UCI mit der höchsten Auszeichnung, dem Merit UCI, geehrt, unter anderem für seine Arbeit in der Bahnkommission des Weltverbandes. Als er 2001 als Präsident zurücktrat und alle seine Ämter im Radsport niederlegte, wurde er vom BDR zum Ehrenmitglied ernannt.